# Publi Sextili
Publi Sextili (llatí: Publius Sextilius) va ser un magistrat romà del segle i aC. Formava part de la gens Sextília, una gens romana d'origen plebeu.
Era governador de l'Àfrica (província romana), càrrec que exercia l'any 88 aC quan Gai Màrius va voler desembarcar al territori i Sextili li ho va impedir, i Màrius va haver d'anar a les illes Qerqenna. L'esmenten Plutarc i Appià, que l'anomena Sexti (grec antic: Σέξτιος).